# Oldenburgia
Oldenburgia Less., 1830 è un genere di piante angiosperme dicotiledoni della famiglia delle Asteraceae. Questo genere è anche l'unico della tribù Oldenburgieae S. Ortiz, 2000.

## Descrizione

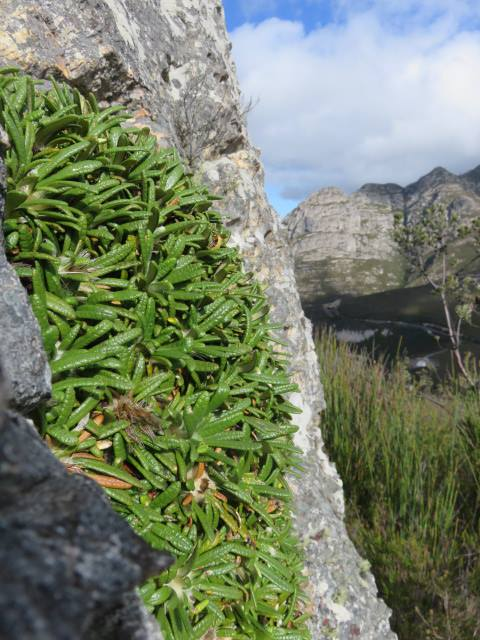
Il portamento
Oldenburgia paradoxa

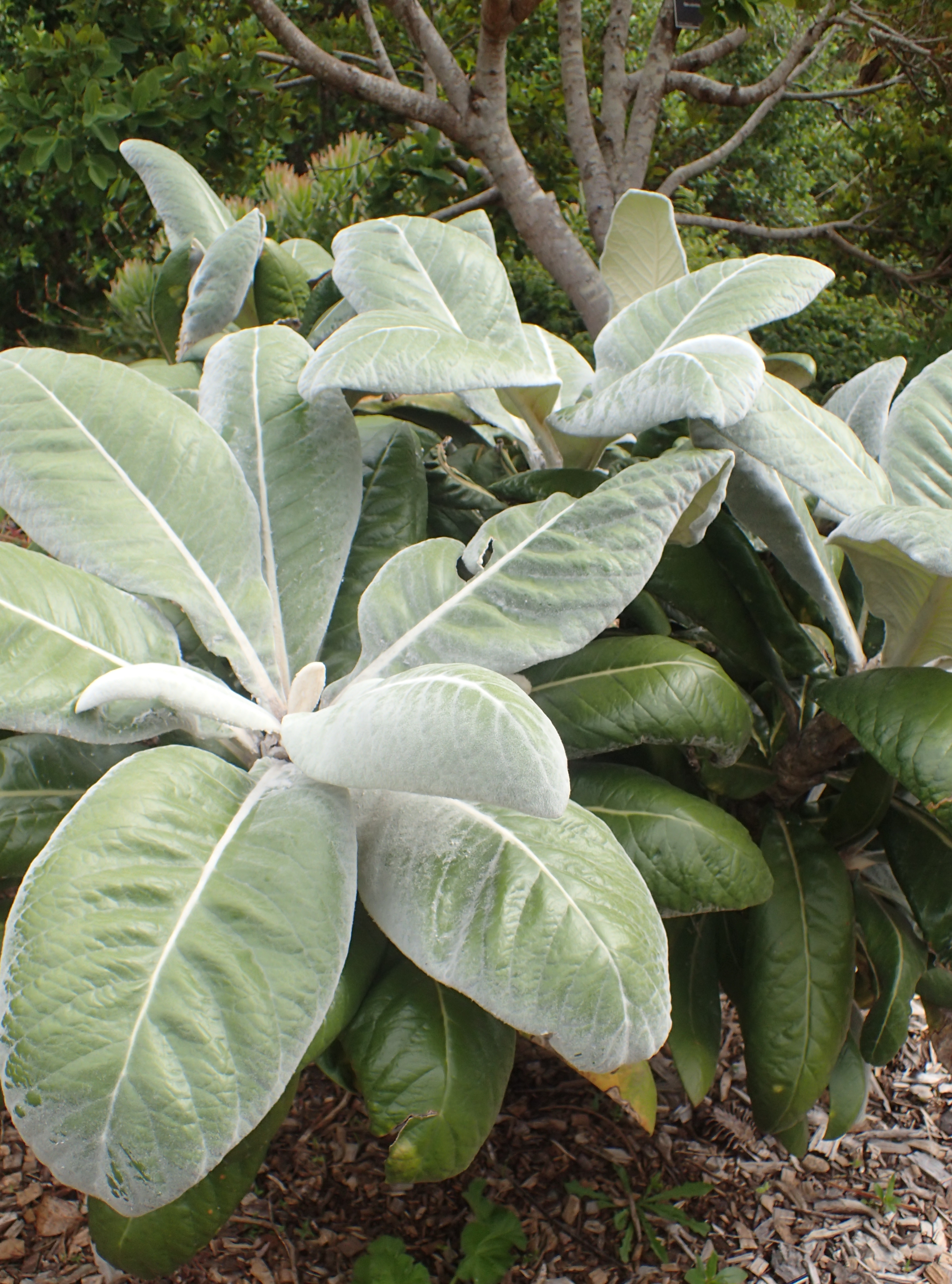
Le foglie
Oldenburgia grandis

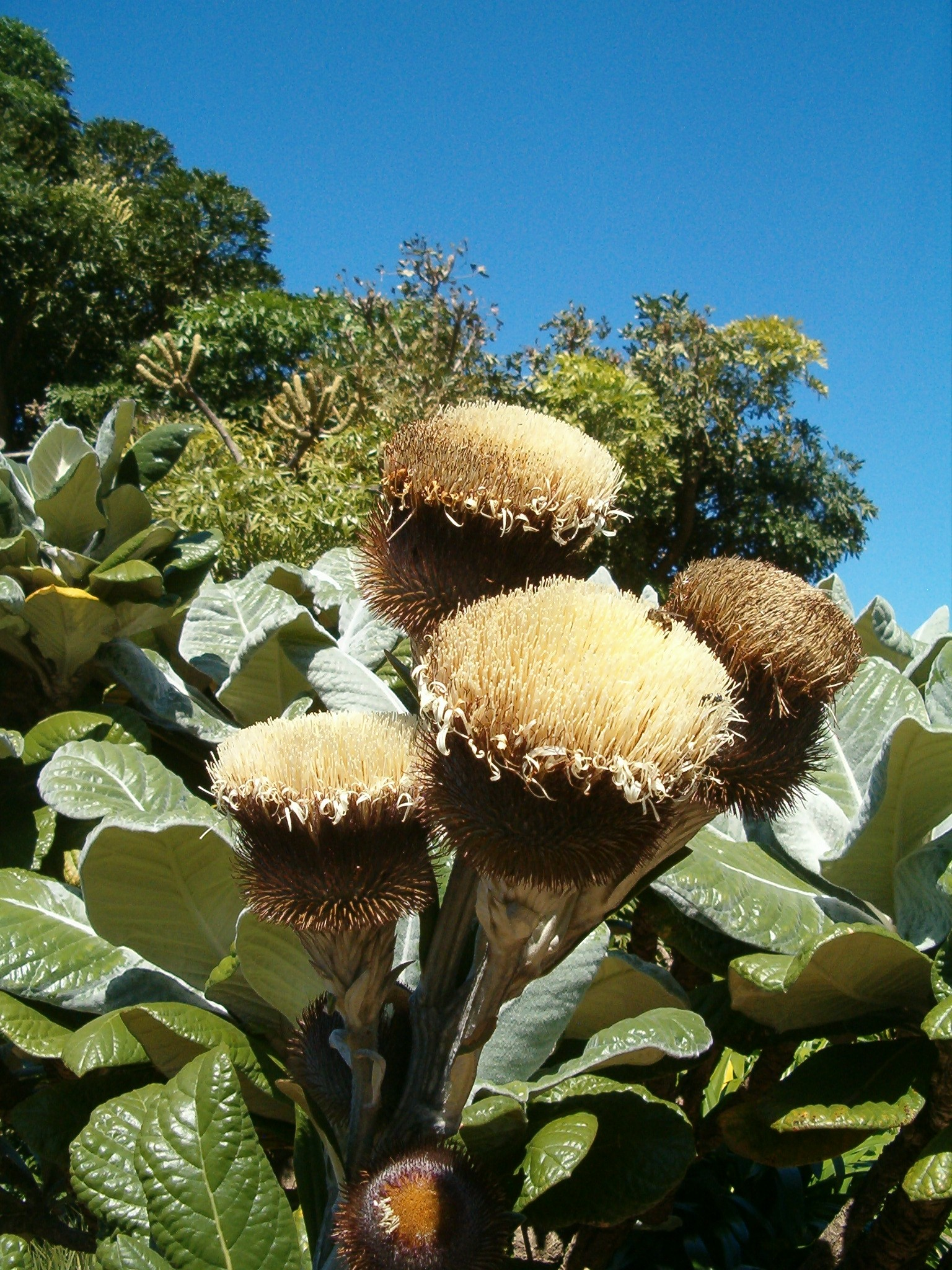
Infiorescenza
Oldenburgia grandis

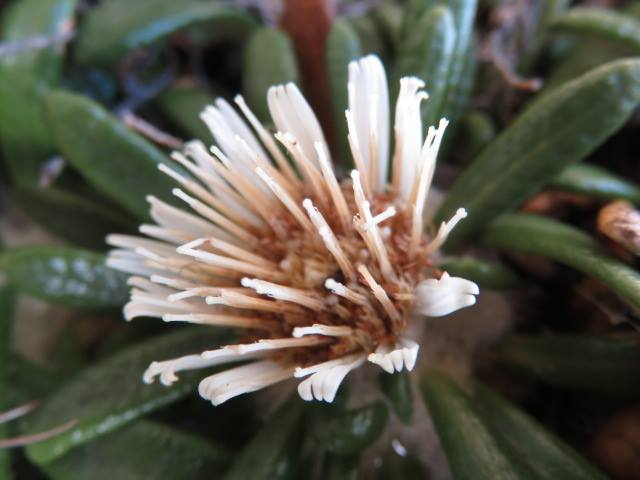
I fiori
Oldenburgia paradoxa

Le specie di questa voce sono piante perenni con portamenti arbustivi o piccolo-arborei. A volte sono presenti anche formazioni cespugliose cusciniformi. I fusti possono essere legnosi alla base. Queste specie sono prive di lattice.
In genere sono presenti sia foglie basali che cauline. Le foglie lungo il caule normalmente sono a disposizione alternata all'apice dei rami. Quelle basali spesso possono formano delle rosette. La forma delle lamine è semplice; il contorno è strettamente oblanceolato, strettamente obovato o semplicemente oblanceolato con bordi interi. La consistenza è coriacea (le lamine sono spesse). Le stipole sono assenti.
Le infiorescenze sono composte da larghi capolini terminali e solitari, o raccolti in poche cime; sono sessili o peduncolati. I capolini sono del tipo radiato e omogami e sono formati da un involucro a forma emisferica, campanulata o urceolata, composto da brattee (o squame) all'interno delle quali un ricettacolo fa da base ai fiori di due tipi: tubulosi e ligulati. Le brattee disposte su 4 - 10 serie in modo embricato e subscalato, sono di vario tipo (si distinguono tra "interne" ed "esterne") e in genere sono coriacee e acuminate, a volte bianco-tomentose. Il ricettacolo, alveolato (a volte i margini delle alveole sono fimbriati), a forma da piatta a concava, è privo di pagliette (è nudo).
I fiori sia quelli tubulosi che ligulati sono tetra-ciclici (ossia sono presenti 4 verticilli: calice – corolla – androceo – gineceo) e pentameri (ogni verticillo ha 5 elementi). I fiori sono ermafroditi e fertili; quelli ligulati del raggio sono pochi, zigomorfi e uniseriati e con staminoidi; quelli tubulosi del disco sono numerosi (da 80 a 100) e actinomorfi (raramente possono essere leggermente zigomorfi). In genere i fiori centrali sono bisessuali; quelli periferici sono femminili.
- Formula fiorale:

*/x K {\displaystyle \infty }, [C (5), A (5)], G 2 (infero), achenio
- Calice: i sepali del calice sono ridotti ad una coroncina di squame.
- Corolla: la corolla nei fiori tubulosi è profondamente pentalobata (il tubo è stretto) con lobi fortemente attorcigliati; nei fiori ligulati (quelli periferici) la corolla è bilabiata con il labbro esterno allungato e terminante con tre piccoli denti, quello interno con due lunghi lobi attorcigliati. Il colore è bianco o raramente rosa.
- Androceo: gli stami sono 5 con filamenti liberi, glabri o papillosi e distinti, mentre le antere sono saldate in un manicotto (o tubo) circondante lo stilo. Le antere in genere hanno una forma sagittata con base lungamente caudata (gli apici sono laciniati nei fiori tubulosi). Il polline normalmente è tricolporato a forma sferica o schiacciata ai poli (da liscio a echinato).
- Gineceo: lo stilo è filiforme con due stigmi. Alla base lo stilo è leggermente piatto e glabro e non è presente il nodo basale. Gli stigmi sono corti, troncati (o acuti nel fiori tubulosi) e poco divergenti; sono lisci o papillosi. L'ovario è infero uniloculare formato da 2 carpelli. L'ovulo è unico e anatropo.

I frutti sono degli acheni con pappo. La forma dell'achenio in genere varia da fusiforme a cilindrica (o ellissoide o anche lineare) con alcune coste. Il pericarpo può essere di tipo parenchimatico, altrimenti è indurito (lignificato) radialmente; la superficie è irsuta o glabra. Il carpoforo (o carpopodium - il ricettacolo alla base del gineceo) è strettamente anulare.  I pappi, formati da una serie di setole da barbate a piumose, decidue o persistenti, sono direttamente inseriti nel pericarpo o connati in un anello parenchimatico posto sulla parte apicale dell'achenio.

## Biologia
- Impollinazione: l'impollinazione avviene tramite insetti (impollinazione entomogama tramite farfalle diurne e notturne).
- Riproduzione: la fecondazione avviene fondamentalmente tramite l'impollinazione dei fiori (vedi sopra).
- Dispersione: i semi (gli acheni) cadendo a terra sono successivamente dispersi soprattutto da insetti tipo formiche (disseminazione mirmecoria). In questo tipo di piante avviene anche un altro tipo di dispersione: zoocoria. Infatti gli uncini delle brattee dell'involucro si agganciano ai peli degli animali di passaggio disperdendo così anche su lunghe distanze i semi della pianta.

## Distribuzione e habitat
Il genere di questa voce è endemico delle Province del Capo (Sudafrica).

## Tassonomia
La famiglia di appartenenza di questa voce (Asteraceae o Compositae, nomen conservandum) probabilmente originaria del Sud America, è la più numerosa del mondo vegetale, comprende oltre 23.000 specie distribuite su 1.535 generi, oppure 22.750 specie e 1.530 generi secondo altre fonti (una delle checklist più aggiornata elenca fino a 1.679 generi). La famiglia attualmente (2021) è divisa in 16 sottofamiglie.

### Filogenesi
La posizione della sottofamiglia, da un punto di vista filogenetico, è compresa tra la sottofamiglia Pertyoideae e la sottofamiglia Dicomoideae ed è caratterizzata con portamenti da erbacei a piccoli alberi, piante monoiche, stile gonfio all'apice con rami corti e apici arrotondati e carpopodium anulare. Le specie sono per lo più endemiche dell'Africa.
Il genere Oldenburgia tradizionalmente veniva inserito nella tribù Mutisieae (sottofamiglia Cichorioideae). Successivamente ne è stato proposto lo spostamento alla tribù delle Tarchonantheae, insieme ai generi Brachylaena e Tarchonanthus. Recenti studi filogenetici riconoscono al genere caratteristiche originali che ne giustificano la inclusione in una tribù a sé stante e nella nuova sottofamiglia Tarchonanthoideae. I caratteri principali della tribù sono: le antere sono caudate con appendici apicali, il polline è echinato, i rami dello stilo sono papillosi abassialmente, gli stigmi si presentano a forma di "U" con creste marginali. Tutte le specie sono originarie del Sudafrica.
Il periodo di separazione della sottofamiglia varia da 41 a 27 milioni di anni fa.
Il numero cromosomico delle specie di questo gruppo varia da 2n= 36.

### Elenco generi
Il genere comprende le 4 seguenti specie:
- Oldenburgia grandis (Thunb.) Baillo
- Oldenburgia intermedia P.Bond
- Oldenburgia papionum DC.
- Oldenburgia paradoxa Less.